# Templo de Némesis
El Templo de Némesis o Nemeseion (en griego antiguo: Νεμεσεῑον) fue un antiguo templo griego dedicado a Némesis en la ciudad de Ramnunte, Grecia. Estaba asociado a una zona del santuario, que también contenía un templo dedicado a Temis.

## Historia
El templo de Némesis de Ramnunte ha sido en diferentes épocas el emplazamiento de tres templos diferentes de Némesis y del templo de Temis. El primer templo de Némesis se construyó a principios del 500 a. C., en la época arcaica griega. Fue sustituido por un nuevo templo a finales del 500 a. C. Este templo fue destruido hacia 480-479 a. C., presumiblemente durante las guerras médicas. Inmediatamente después se construyó un pequeño templo, conocido como el Templo de Temis. También se cree que sirvió como templo temporal a Némesis antes de la construcción de un nuevo y más grande templo a Némesis, el tercero de la historia.

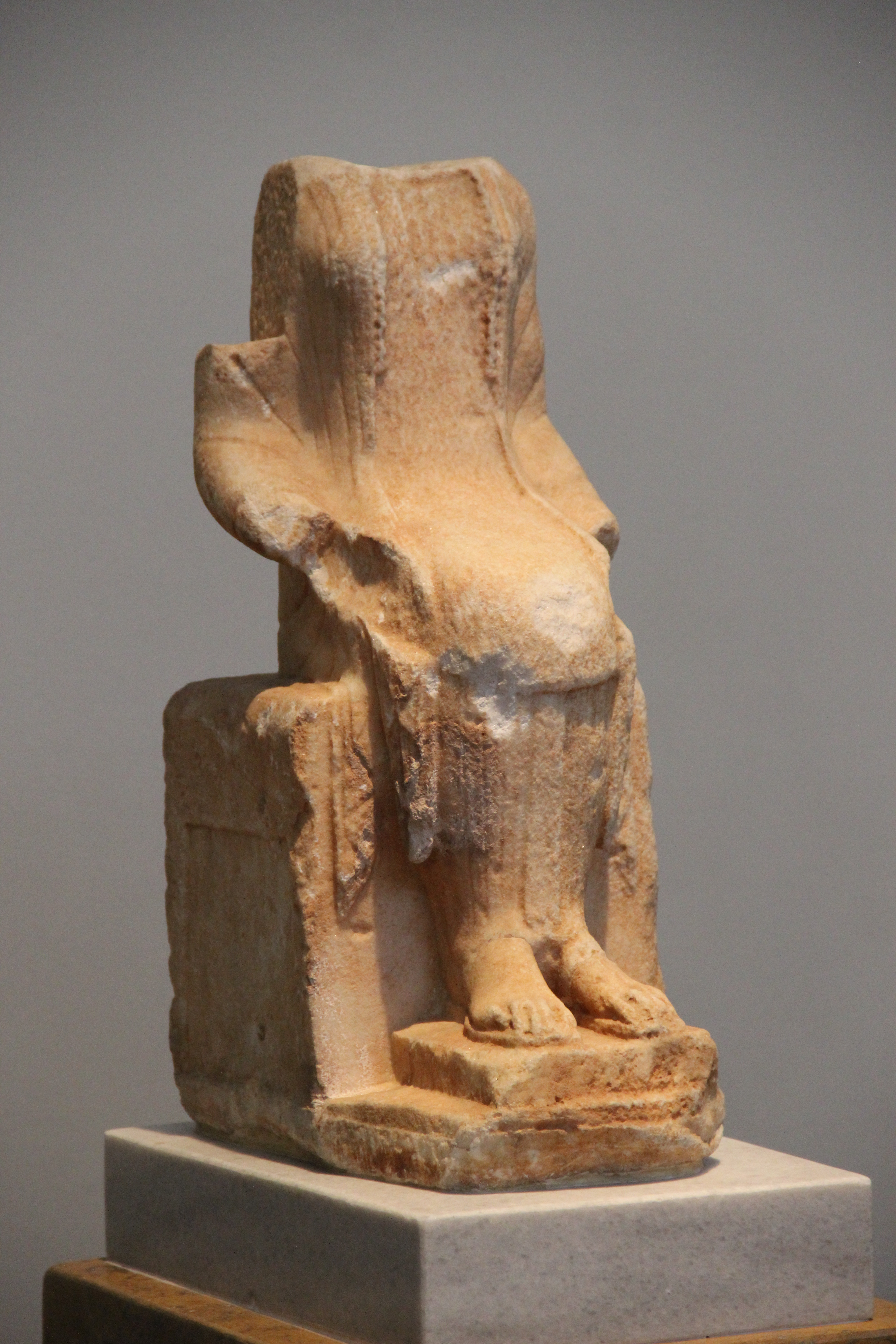
Una diosa sentada, posiblemente Némesis, del templo, c. 520 a. C. Museo Arqueológico Nacional de Atenas.

La construcción del tercer templo, cuyas ruinas se encuentran actualmente en el emplazamiento, comenzó en torno a 460-450 a. C., y se terminó alrededor de 430-420 a. C. Sin embargo, hay indicios de que el templo nunca se terminó del todo. Se cree que la construcción se interrumpió debido a la guerra del Peloponeso. Sin embargo, el templo estaba listo para su uso.
El templo de Némesis es muy similar al Templo de Ares y al Templo de Hefesto de la Atenas, así como al Templo de Poseidón en Sunio, por lo que se ha sugerido que los cuatro fueron diseñados por el mismo arquitecto. No se conoce el nombre del arquitecto, pero en las investigaciones se le suele llamar «arquitecto del Teseion», por el antiguo pero incorrecto nombre del templo de Hefesto. El templo de Némesis es el más reciente de los cuatro templos mencionados.
Némesis era la guardiana de los actos humanos y la diosa de la venganza, especialmente en el caso de hibris. El santuario de Ramnunte era el principal lugar de culto de la diosa, por lo que a veces se la conocía con el epíteto Ramnunte. La Némesis Ramnuntia tenía características ctónicas. El culto a Némesis está estrechamente relacionado con la derrota aqueménida en la batalla de Maratón en el 490 a. C., aunque es anterior a esta. Antes de la batalla, los aqueménidas pasaron navegando por Ramnunte. Pausanias cuenta que estaban tan seguros de su victoria que habían reservado un trozo de mármol de Paros para un monumento a la victoria. Sin embargo, Némesis ayudó a los griegos y, tras la derrota de los aqueménidas, el mármol que dejaron atrás se convirtió en una imagen de culto de la diosa para el templo de Ramnunte. Puede que la historia sea una leyenda posterior, pero al menos relata el papel de Némesis como vengadora de la hibris aqueménida. El templo se construyó para esta imagen de culto después de la guerra.
Además de Némesis, en el santuario se rendía culto a Temis, que simbolizaba la justicia, la equidad y la ley, y también se la asociaba con la condición ctónica como hija de Gea. El santuario fue restaurado durante la época romana, y el templo de Némesis se dedicó a Livia, la esposa de Augusto.
Las ruinas del santuario fueron exploradas por primera vez por la Society of Dilettanti en 1813. Sus excavaciones continuaron en 1890-1893.

## Edificios y hallazgos
El santuario de Némesis estaba situado en una ladera sobre la ciudad de Ramnunte, a unos 500 metros al sur de la ciudad. En la actualidad, es el primer emplazamiento que se encuentra frente al yacimiento arqueológico de Ramnunte al entrar desde el aparcamiento. Un sendero desciende desde la zona del santuario hasta la ciudad propiamente dicha.
Debido a la historia del santuario, aquí se describen sus edificios posteriores, cuyas ruinas aún pueden verse en el lugar, es decir, los templos de Némesis y Temis de la época clásica. Los edificios se construyeron con mármol local extraído cerca de la actual Agía Marína.

### Templo de Némesis

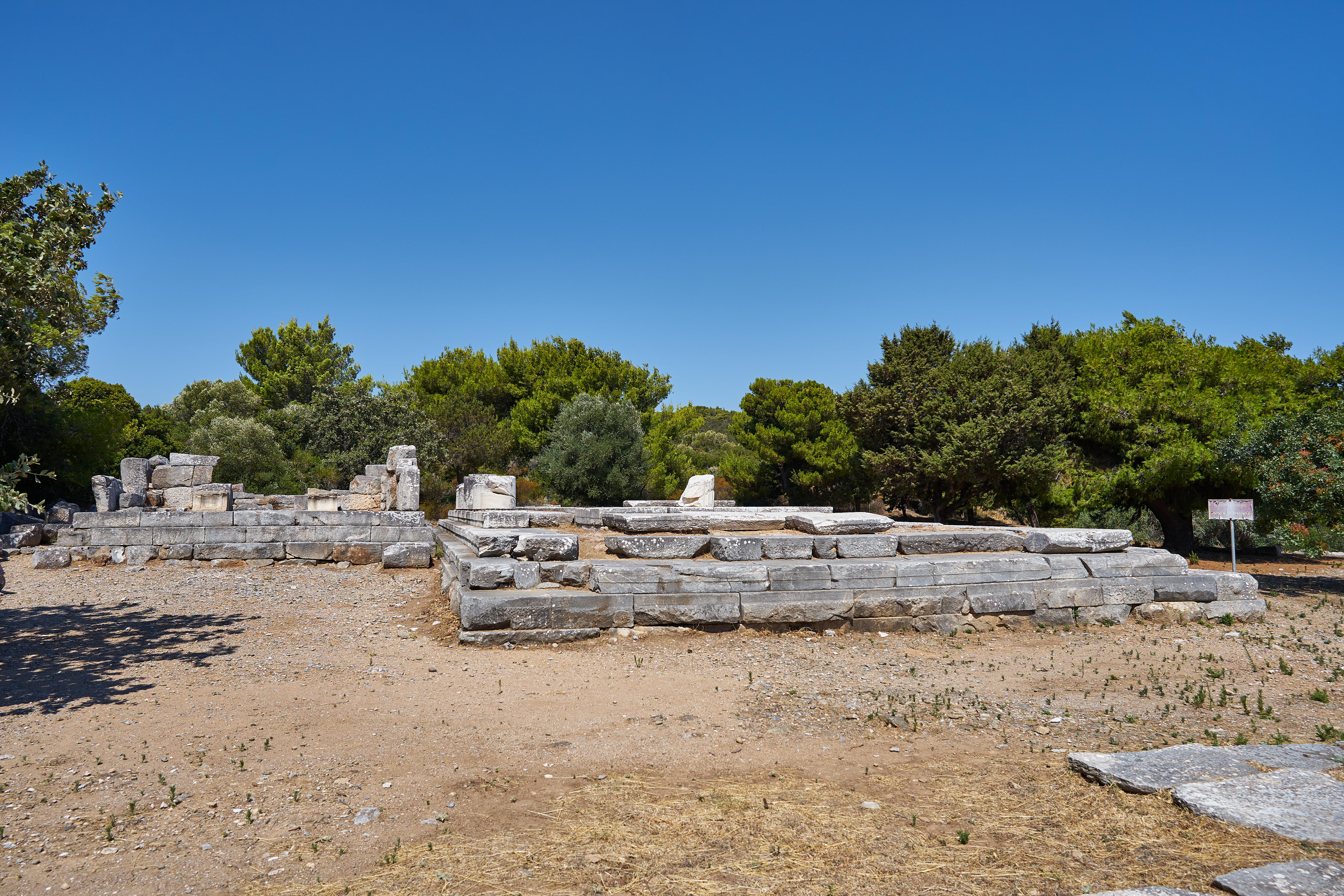
Restos del santuario de Némesis, a la izquierda las ruinas del pequeño templo de Temis, a la derecha las ruinas del templo de Némesis.

Era un templo períptero y era de estilo dórico. Su estilóbato mide aproximadamente 21,4 × 10,1 m,  La perístasis del templo tenía seis columnas en los lados cortos (hexástilo) y 12 columnas en los lados largos. Debido al pequeño tamaño del templo, el espacio entre las columnas era excepcionalmente pequeño. En el interior del edificio se encontraban el pronaos, el naos y el opistodomos. Tanto el pronaos como el opistodomos tenían dos columnas (dístilo in antis) delante.
Los restos del templo están relativamente bien conservados, aunque el templo está en ruinas. Su crepidoma y estilóbato están en buen estado, y se conserva aproximadamente el 85 % de su peristilo .En el siglo XIX, el templo se encontraba en mucho mejor estado. El carácter incompleto del templo se pone de manifiesto, entre otras cosas, por el hecho de que las acanaladuras de las columnas no habían sido terminadas.

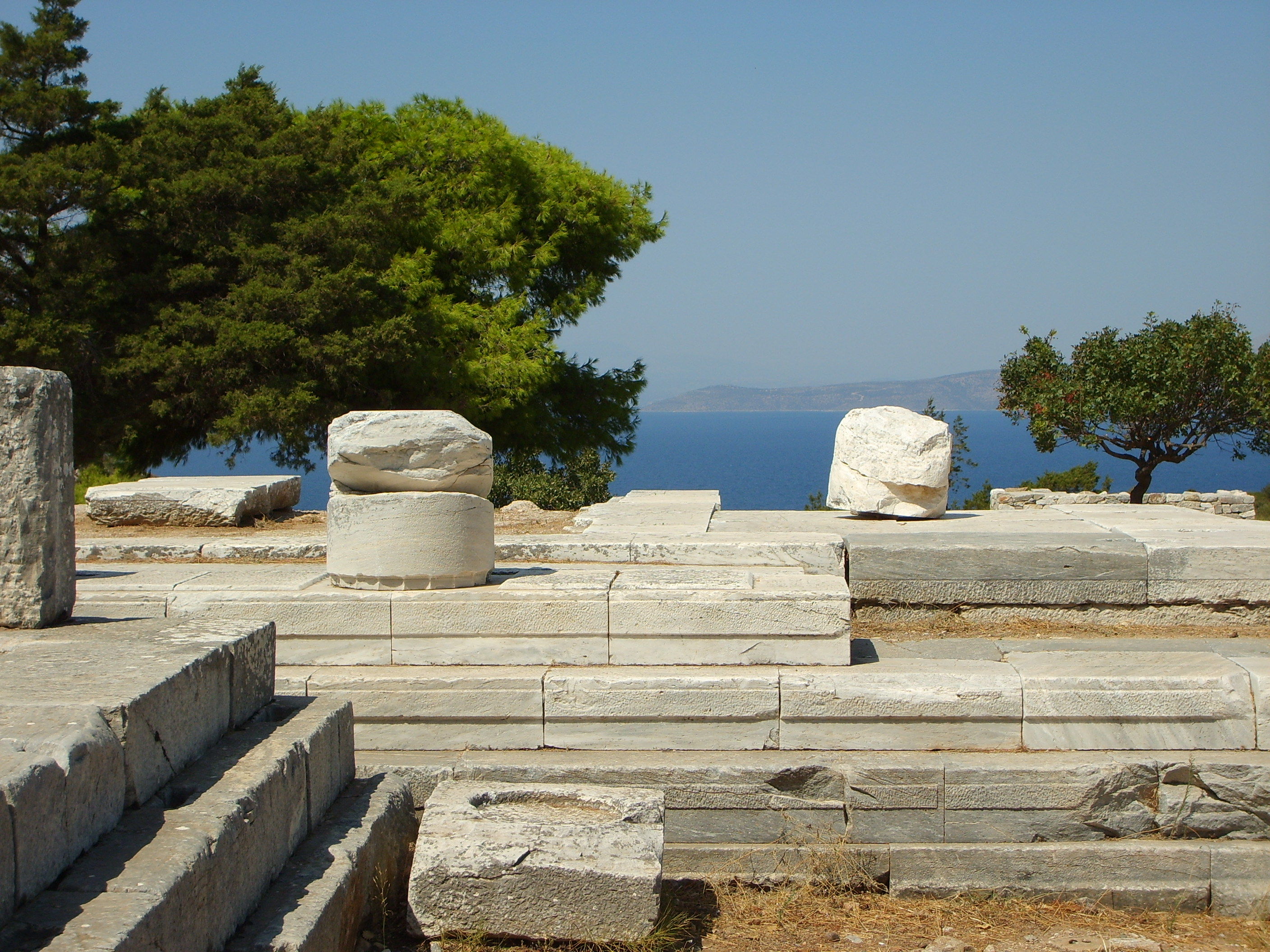
Las ruinas del templo de Némesis, con el crepidoma del templo de Temis en primer plano a la izquierda, y las ruinas del templo de Némesis al fondo.

La imagen de culto de Némesis en el templo fue realizada por el escultor Agorácrito. Se han encontrado partes de ella, y la investigación muestra que fue hecha de una sola pieza de mármol de Paros, lo que encajaría con la leyenda de su origen. Según Plinio el Viejo, la escultura era la favorita de Varrón entre todas las esculturas.
En el lado oriental del templo estaba su altar, de aproximadamente 3,3 × 7,8 m.

### Templo de Temis
El templo dedicado a Temis estaba situado junto al templo de Némesis, en su lado sur, a la izquierda de la entrada. Al parecer, originalmente estaba dedicado no solo a Temis de forma temporal, sino también a Némesis antes de la construcción de este nuevo templo, ya que contenía dos tronos dedicados a la diosa. Más tarde, hacia el año 100 a. C., el edificio parece haberse transformado principalmente en la tesoro del templo de Némesis. En esa época, la importancia de Temis en el santuario probablemente disminuyó, o su culto se trasladó al templo de Némesis.
Se trataba de un pequeño templo ástilo con un naos y un pronaos, es decir, no había columnas entre las antas del pronaos; aunque a veces se han reconstruido dos columnas (dístilo in antis). Los cimientos del templo medían unos 10 × 6 m.

### Otros edificios
En el lado norte del templo de Némesis había un edificio de piedra y en el lado norte del santuario una sala con columnas. La zona del santuario estaba sostenida por muros de contención en los lados norte y este.